# Bonte heremiet
De Bonte heremiet (Chazara prieuri) uit de familie van de Nymphalidae, uit de onderfamilie van de Satyrinae. De soort is voor het eerst wetenschappelijk beschreven door Alexandre Pierret in een publicatie uit 1837.

## Verspreiding
De soort komt voor in Oost-Spanje, Noord-Marokko en Noord-Algerije. De Bonte heremiet is uitgestorven in Mallorca.

## Vliegtijd
De vlinder vliegt in Spanje van eind juli tot half augustus en in Noord-Afrika in juni en juli.

## Waardplanten
De rups leeft op Lygeum spartum, Poa annua en soorten van het geslacht Festuca.